# Arthur Koolkazerne

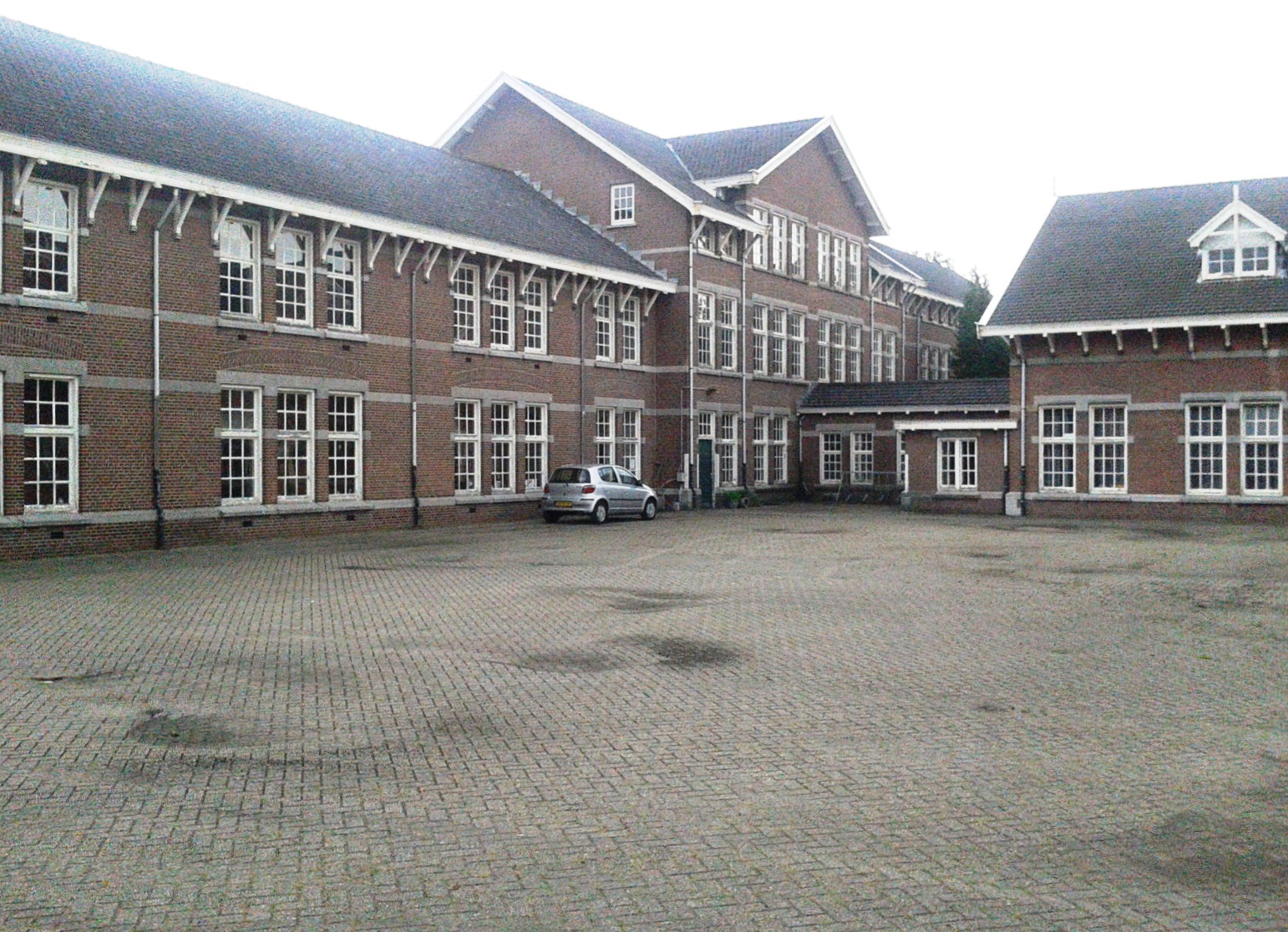
Oostvleugel (2013)

De Arthur Koolkazerne is een voormalige artilleriekazerne in de Gelderse plaats Ede. Hij maakte tot eind 2010 deel uit van het kazernecomplex Prins Mauritskazerne, waartoe ook de Van Essenkazerne, Mauritskazerne, Johan Willem Frisokazerne en P.L. Bergansiuskazerne behoorden.

## Geschiedenis
De kazerne werd gebouwd tussen 1906 en 1908 in zogenaamde chaletstijl. Het gebouw is gebouwd in een H-vorm en vrijwel identiek aan de ernaastgelegen Van Essenkazerne. In 1909 vestigde het 1e Regiment Huzaren zich in deze kazerne. Dit zou zo blijven tot aan de mobilisatie van 1914. Na het einde van de Eerste Wereldoorlog kwamen de Huzaren niet terug naar Ede.
In 1922 werd de 2e Artillerie Brigade in de Kool- en de Van Essenkazerne ingekwartierd.
In de Tweede Wereldoorlog was de kazerne in gebruik bij de Waffen-SS, die hem onder andere gebruikte voor opleidingen. De naam werd toen samen met die van de Bergansius- en Van Essenkazerne gewijzigd in Bismarck- Kaserne.
Na de oorlog werden er militairen voor het 2e Regiment Veldartillerie opgeleid voorafgaand aan uitzending naar Nederlands-Indië. Vanaf 1948 was het Depot Veldartillerie er gevestigd en vanaf de jaren 50 werden er opleidingen voor diverse geschutstypen gegeven voor het nieuw opgerichte "Regiment Veld Artillerie van Essen". Dit regiment werd in 1953 overgeplaats naar Breda, waarna de 44e (later 14e) Afdeling Veldartillerie de kazerne gebruikte.
In 1968 vertrok de veldartillerie uit Ede. Het gebouw werd in de jaren 60 ook gebruikt door het 106e Verbindingsrasterbataljon. In 1983 werd de Koolkazerne met vier andere kazernes samengevoegd tot het Kazernecomplex Ede-West, dat in 1994 de naam Prins Mauritskazerne kreeg.

## Herbestemming
Op 1 januari 2011 heeft Defensie de kazernes overgedragen aan de gemeente Ede. Het terrein is opgenomen in het woningbouwproject "Veluwse Poort". Een aantal gebouwen van de kazerne is aangemerkt als rijksmonument. Deze gebouwen zullen een prominente plaats krijgen in de nieuwe wijk, waarbij ze een herinnering vormen aan het militaire verleden van Ede.

## Naam
De kazerne had aanvankelijk geen officiële naam. De naam Arthur Koolkazerne dateert van 1934. Hij werd toen genoemd naar Minister van Oorlog, commandant van het veldleger en chef Generale Staf, luitenant-generaal Arthur Kool (1841-1914).